# 上野王子 (御坊市)
上野王子（うえのおうじ）は和歌山県御坊市にある神社。九十九王子の一つ。塩屋王子から国道42号沿いの旧道を進み、上野川を渡る橋の手前、名田町上野の集落のはずれに王子址があり上野王子の標識がある。御坊市指定史跡（1969年〈昭和44年〉5月8日指定）。
『中右記』天仁2年（1109年）10月20日条に上野坂にて祓をしたとあるが、王子としての初見は「熊野道之間愚記」（『明月記』所収）建仁元年（1201年）10月10日条に「次うへ野王子」とあるもので、『民経記』承元4年（1210年）4月26日条にも参詣の記がある。近世の記録では、小栗街道沿いの畑の中にある仏井戸が王子旧址で（『紀伊続風土記』）、仏井戸の底にある仏像3体（地蔵菩薩、阿弥陀如来、観音菩薩）を王子の本地仏とし、多くの参詣者がいた（『紀伊名所図会』）としている。この仏井戸は国道沿いに現存し、年に2回井戸の水をくみ出して清める。仏井戸は御坊市指定史跡（1969年〈昭和44年〉7月18日指定）。

## 注
1. ↑  “上野王子跡”.   御坊市教育委員会. 2009年9月27日閲覧。
2. ↑  平凡社[1997: 105]
3. 1 2  西[1987: 129]
4. ↑  “仏井戸”.   御坊市教育委員会. 2009年9月27日閲覧。

## 文献
- 西 律、1987、『熊野古道みちしるべ - 熊野九十九王子現状踏査録』、荒尾成文堂（みなもと選書1）
- 長谷川 靖高、2007、『熊野王子巡拝ガイドブック』、新風書房 ISBN 9784882696292
- 平凡社編、1997、『大和・紀伊寺院神社大事典』、平凡社 ISBN 458213402-5